# Hans Knauss
Hans Knauss, född den 9 februari 1971 i Schladming, Österrike, är en österrikisk utförsåkare.
Han tog OS-silver i herrarnas super-G i samband med de olympiska utförstävlingarna 1998 i Nagano.